# 纤齿黄耆
纤齿黄耆（学名：Astragalus gracilidentatus）是豆科黄芪属的植物，为中国的特有植物。分布于中国大陆的新疆等地，常生于山坡或河边等地，目前尚未由人工引种栽培。